# Glinnik (przystanek kolejowy)
Glinnik – przystanek kolejowy i mijanka w Glinniku w gminie Zgierz, w województwie łódzkim, w Polsce. 

## Ruch pasażerski[1]
| Rok  | Wymiana pasażerska na dobę |
| ---- | -------------------------- |
| 2017 | 100-149                    |
| 2018 | 100-149                    |
| 2019 | 100-149                    |
| 2020 | 50-99                      |
| 2021 | 100-149                    |
| 2022 | 100-149                    |
| 2023 | 100-149                    |

## Historia
W październiku 2011 Glinnik został ponownie otwarty dla potrzeb techniczno-ruchowych jako posterunek zapowiadawczy prowadzący ruch na przyległych szlakach do Zgierza i Strykowa.
1 marca 2013 zmianie uległa lokalizacja przystanku. Przystanek mieszczący się na wysokości dawnego dworca został przeniesiony na wysokość przejazdu kolejowo-drogowego, przy nastawni.